# 尔王庄水库
尔王庄水库，位于 中国天津市宝坻区尔王庄镇尔王庄村北，水域在潮白新河上，建于1983年8月，是引滦工程重要调蓄水库，引滦、引江双水源输水重要枢纽单位。
库区呈长方形，集水面积约为11.03km²，总库容4530万m³，兴利库容3868万m³。围堤全长14.297km，海拔为7.04米。